# Michael Möring
Michael Möring (* 11. Oktober 1677 in Hildburghausen; † 1751 vermutlich in Coburg) war ein deutscher Kantor.  

## Leben
Möring besuchte zunächst die Stadtschule, von 1695 an das Casimirianum Coburg. 1699 folgte ein Studium der Theologie an der Universität Jena. Nach seiner Rückkehr wurde er 1704 Bassist in der Hofkapelle und ab 1710 zugleich Pageninformator. 1712 erhielt er die Vocation zur Pfarre Seidingstadt. Die Musik lag ihm aber mehr, warum er 1713 ins Kantorat nach Hildburghausen wechselte. Am 16. Juni 1720 legte er die Probe zum Kantorat in Coburg ab und erhielt noch am folgenden Tag den Ruf in dieses Amt. 